# (2934) Aristophanes
(2934) Aristophanes es un asteroide que forma parte del cinturón de asteroides y fue descubierto por Ingrid van Houten-Groeneveld, Cornelis Johannes van Houten y Tom Gehrels desde el observatorio del Monte Palomar, Estados Unidos, el 25 de septiembre de 1960.

## Designación y nombre
Aristophanes se designó inicialmente como 4006 P-L.
Posteriormente, en 1985, fue nombrado en honor del comediógrafo griego Aristófanes (444-385 a. C.).

## Características orbitales
Aristophanes orbita a una distancia media de 3,168 ua del Sol, pudiendo acercarse hasta 3,009 ua y alejarse hasta 3,328 ua. Tiene una inclinación orbital de 8,797 grados y una excentricidad de 0,05037. Emplea 2060 días en completar una órbita alrededor del Sol.

## Características físicas
La magnitud absoluta de Aristophanes es 11,6. Tiene un diámetro de 27,72 km y se estima su albedo en 0,0761. Está asignado al tipo espectral Ch de la clasificación SMASSII.